# Pannónia Motorkerékpár Múzeum
A Pannónia Motorkerékpár Múzeum egy balassagyarmati múzeum. Az állandó kiállításon Szakács László gyűjteménye látogatható meg, mely eredeti állapotú motorkerékpárokat, márkák prospektusait, illetve korabeli motoros kiegészítőket tartalmazza.

## Története
A kiállítás tulajdonosa, ifj. Szakács László már 1995 óta gyűjti a Pannónia motorkerékpárokat, ami az idő során jelentős szintű gyűjteménnyé nőtte ki magát. A több, mint 20 motorkerékpárt tartalmazó kiállítás több ideiglenes kiállításon is megtekinthette a nagyközönség, közben megérett az igény az állandó kiállításra is. A múzeum számára Rétságon és Bercelen is felajánlották a befogadását, de végül a balassagyarmati önkormányzat által biztosított korábban kihasználatlan pincehelyiségbe költözött be. A megnyitás 2008. március 15-én került sor a megyei sajtó mellett több országos napilap jelenlétében.
A múzeum 2021-ben költözött ki a tárlatnak helyet adó pincehelyiségből, új helyén június 5-én nyílt meg a kiállítás.

## Külső hivatkozások
- Pannónia Motorkerékpár Múzeum a Facebookon
- Pincébe rejtett szívügyek - Pannónia-múzeum, Balassagyarmat. origo.hu, 2009. szeptember 13. (Hozzáférés: 2016. július 27.)
- Balassagyarmati Pannonia Gyűjtemény. YouTube
- Motoros krónika. YouTube